# Ignacio Gamiochipi
Ignacio Gamiochipi fue un político mexicano, revolucionario y Diputado de la XXXVI Legislatura. Comandante de Colima durante la salida de Porfirio Díaz del País en el Barco Ipiranga. Fue director de Obras Públicas durante la gubernatura de Salvador Saucedo. 
Gamiochipi junto a un grupo de diputados encabezados por Luis Enrique Erro, Manlio Fabio Altamirano Flores y Jacinto Riva Palacio, presentaron formalmente una iniciativa tendiente a que la Cámara de Diputados del Congreso de la Unión de México apoyara las demandas de los huelguistas junto con las del Presidente y el Senado y que se resolviéran las dudas en cuanto a los derechos de Huelga en México. Compitió, perdiendo, con Miguel Álvarez García por la gubernatura del Estado de Colima. Murió el 19 de marzo de 1944. 
- Datos: Q5913249